# Wetland (tratamento de esgoto)
Os sistemas de Wetlands, conhecidos também por Terras Úmidas Construídas, são sistemas projetados que constituem-se de lagoas ou canais artificiais rasos, que abrigam plantas aquáticas. Simulam ecossistemas naturais pantanosos, de forma que mecanismos ecológicos são controlados por meio de princípios da engenharia civil e sanitária. Possuem como finalidade o tratamento de efluentes municipais, efluentes industriais, água cinza ou escoamento de águas pluviais. Também podem ser projetados para recuperação de terras após a mineração ou como etapa de mitigação para áreas naturais suprimidas pelo uso do solo. 
Unidades de Wetlands também atuam como biofiltro e são capazes de remover uma série de poluentes como: matéria orgânica, nutrientes, patógenos e metais pesados. Os agentes patogênicos são removidos até certo ponto em Wetlands. Entre estes patógenos estão os vírus, bactérias, protozoários e helmintos. O tratamento primário é recomendado quando há uma grande quantidade de sólidos suspensos ou matéria orgânica solúvel no efluente.  
Existem dois tipos principais de sistemas de Wetlands: os Sistemas de Fluxo Superficial, onde o nível da água se encontra acima do nível do solo e os Sistemas de Fluxo Subsuperficial, onde o nível da água está abaixo do nível do solo. A vegetação plantada desempenha um papel importante na remoção de contaminantes. O tratamento do esgoto em Wetlands ocorre através de mecanismos biológicos, químicos e físicos que estão presentes no sistema raiz-solo. 
Normalmente, as unidades de Wetlands possuem camadas impermeáveis de argila ou membranas sintéticas, de forma a impedir a infiltração da água no solo. Também possuem dispositivos para controle de direção do fluxo do efluente, bem como o tempo de detenção hidráulica e nível de água. Os sistemas de Wetlands podem conter enchimentos porosos inertes, como areia, solo ou cascalho. Este enchimento possui um papel igualmente importante a desempenhar para o tratamento do efluente.

## Terminologia[1]
Muitos termos são utilizados para denominar os Sistemas projetados de Wetlands, tais como: Terras Úmidas Construídas, Wetlands Construídos, Banhados Artificiais ou Alagados Artificiais. 

## Remoção de Contaminantes
Processos físicos, químicos e biológicos combinam-se para a remoção de contaminantes das águas residuais em sistemas de wetlands. Compreender o processo de remoção de contaminantes é importante para se ter conhecimento do destino dos produtos químicos quando adentram este tipo de sistema. Tecnicamente, o tratamento de águas residuais dentro de unidades de Wetlands Construídos ocorre quando o efluente passa pela rizosfera, região onde o solo e as raízes das plantas entram em contato. 
Microrganismos aeróbicos e anaeróbicos facilitam a decomposição da matéria orgânica. A nitrificação microbiana e a desnitrificação subsequente, liberam nitrogênio como gás para a atmosfera. O fósforo é co-precipitado com compostos de ferro, alumínio e cálcio localizados no meio radicular. Os sólidos suspensos são filtrados à medida que se depositam na coluna de água em wetlands de fluxo superficial ou são filtrados fisicamente pelo meio dentro de wetlands de fluxo subsuperficial. Bactérias e vírus prejudiciais são reduzidos por filtração e adsorção por biofilmes nos meios de cascalho ou areia em sistemas de escoamento subsuperficial e fluxo vertical.

## Tipos de Wetlands

### Sistema de Fluxo Superficial (WFS)[7]
O sistema de wetlands de fluxo superficial é composto por áreas onde a água está aparente e a vegetação do sistema podendo estar submersa ou flutuantes.Sendo que a região próxima a superfície é um ambiente aeróbico e no fundo da unidade tende a ter condições anaeróbicas. O efluente ao passar pela wetland é tratada pelos processo de sedimentação, filtração, oxidação, redução, adsorção e precipitação.
As wetlands de fluxo superficial é o método que mais se iguala aos sistemas naturais, devido esse aspecto tende a  ser o nicho ideal para vários tipos de animais, inclusive para microorganismos patógenos . Em razão dessas circunstâncias as WFC quase não são utilizadas para tratamento primário ou secundário, sua aplicação mais comum é no tratamento avançado de efluentes secundários e terciários, oriundos de lagoas, filtros biológicos, percoladores, lodos ativados entre outros.

### Sistema de Fluxo Subsuperficial

#### Sistema Vertical de Fluxo Subsuperficial[7]
O sistema consiste de um leito impermeabilizado, preenchido com o meio filtrante desejado, onde serão fixadas semelhantes ao sistema de fluxo horizontal. O efluente será distribuído pelo meio suporte para que percole verticalmente até o fundo onde haverá tubulação para a drenagem do sistema. A disposição do esgoto promove o arraste do oxigênio atmosférico para o interior do leito filtrante e juntamente com o oxigênio transferido pelas macrófitas, tornando a degradação da matéria orgânica mais eficiente.

Wetland de fluxo vertical, é o que exige menor área para promover tratamento de esgoto sanitário. Wetlands naturais exigem 10 vezes mais área para tratar o mesmo volume de água que Wetland construído de fluxo superficial, que exige 10 vezes mais área que Wetland construído de fluxo subsuperficial e este último necessita de uma área 5 vezes maior que um Wetland de fluxo vertical.

#### Sistema Horizontal de Fluxo Subsuperficial
Wetlands horizontais de fluxo subsuperficial são sistemas com custo mais baixo se comparado alternativas convencionais existentes, em se tratando da qualidade final do efluente. É comum no tratamento secundário em residências unifamiliares ou de pequenas comunidades, principalmente como pós-tratamento de fossas sépticas ou fossas-filtro. Também é aplicável no tratamento de águas residuárias de origem industrial. 
São compostas por uma tubulação entrada para distribuição do efluente, fundo impermeabilizado com argila ou manta sintética para evitar contaminação do lençol freático; meio filtrante, composto de brita, pedra, cascalho, areia ou solo; vegetação, composta de macrófitas; bermas e tubulação de saída com controle de nível do líquido dentro do sistema.
Este tipo de sistema é projetado de modo que o efluente se mantenha abaixo do nível do terreno, sem que a lâmina d’água seja visível. Desse modo,o efluente percola entre os componentes do meio filtrante e das raízes e rizomas das plantas. 

#### Sistemas Híbridos[7]
Os sistemas híbridos de wetlands são constituídos pela combinação de diferentes tipos de wetlands. Essa combinação se dá com a finalidade de melhorar a eficiência de remoção de poluentes. A combinação pode vir da mescla de células de fluxo horizontal e vertical. 
A configuração mais comum é uma célula vertical seguida de uma horizontal. A configuração de células horizontais seguidas de células verticais, com recirculação, é uma outra alternativa empregada. A célula vertical é responsável pela remoção do material orgânico e sólidos suspenso, ao passo que a célula horizontal promove a nitrificação da amônia em nitrato. 

## Plantas e Outros Organismos
Macrófita aquática é a denominação genérica dada às plantas que crescem na água ou em solos saturados com águas e são utilizadas em sistemas de wetlands construídos. 
Nem todas as espécies de macrófitas são adequadas para o tratamento de águas residuais em sistemas de wetlands. As espécies devem ser capazes de tolerar a combinação de inundações contínuas e exposições a águas residuais contendo concentrações relativamente altas de poluentes.
As plantas mais usadas em wetlands construídos são espécies de macrófitas emergentes persistentes, como juncos (Scirpus), spikerush (Efeocharis), ciperáceas (Cyperus), apressa (Juncus), junco comum (Phragrnites) e cattails (Typha). Espécies nativas devem ser escolhidas preferencialmente pois são adaptados ao clima local, bem como ao solo e animais circundantes. 

## Operação e Manutenção
Sistemas de wetlands devem ser geridos para apresentarem bom desempenho. A gestão deve centrar-se sobre os fatores mais importantes no desempenho do tratamento, como:
1. Proporcionando ampla oportunidade de contato do água com a comunidade microbiana e sedimentos;
2. Assegurando que os fluxos atinjam todas as partes da unidade de tratamento, mantendo um ambiente saudável para microorganismo presentes;
3. Manter um crescimento vigoroso das macrófitas empregadas no tratamento.

A manutenção dos sistemas de wetlands devem abordar a limpeza e manutenção da entrada e saída do efluente, bem como válvulas e dispositivos empregados. Deve-se controlar também a profundidade da água na unidade e a profundidade de acúmulo de sedimentos antes de sua remoção. Deve haver um controle das descargas do efluente nas unidades de operação, uma vez que descargas curtas e de alto fluxo são mais propensos a corroer e danificar a vegetação se comparado com velocidades e fluxos mais contínuos.

## Aplicabilidade[12]
O potencial de aplicação da tecnologia de wetlands construídos no mundo em desenvolvimento é grande. A maioria dos países em desenvolvimento possuem climas tropicais e subtropicais, que são propícios para maior atividade biológica e produtividade. Estas regiões são conhecidas por sustentar uma rica diversidade de biota que pode ser usada em unidades de wetlands. A terra pode ser um fator limitante em áreas urbanas densas. Wetlands construídos são potencialmente adequados para comunidades menores. 
As CWs podem ser uma opção econômica para o tratamento secundário de efluentes da lagoa de estabilização, que se configura como o sistema de tratamento mais comum em uso nos países economicamente pobres. As conseqüências de custo, impacto ambiental e manejo devem ser cuidadosamente avaliadas para cada comunidade, considerando a possível aplicação dessa tecnologia de tratamento.

## Custos[12]
Deve-se considerar cuidadosamente os seguintes fatores para determinação de wetlands como opção apropriada no contexto de tratamento de águas residuais em nações em desenvolvimento:
1. Disponibilidade e preço de terra. Se for necessária a compra da área de implementação, o custo poderá aumentar consideravelmente;
2. Necessário topografia relativamente plana para minimizar os custos de construção;
3. Necessidade de solos relativamente impermeáveis para proteger as águas subterrâneas, o revestimento não poroso pode ser instalado a um custo adicional;
4. Custos de operação e manutenção, incluindo colheita de vegetação e controle de perturbação (por exemplo, vetores de insetos, animais incômodos).

Entretanto, se comparado com sistemas de tratamento convencionais, os wetlands construídas apresentam custos muitas vezes inferiores e demonstram potencial para aplicação em países em desenvolvimento, particularmente em comunidades rurais. 